# Новополтавское сельское поселение
Новополта́вское се́льское поселе́ние — муниципальное образование в составе Старополтавского района Волгоградской области.
Административный центр — село Новая Полтавка.

## История
Новополтавское сельское поселение образовано 17 января 2005 года в соответствии с Законом Волгоградской области № 991-ОД.

## Население
| 2010  | 2012  | 2013  | 2014  | 2015  | 2016  | 2017  |
| ----- | ----- | ----- | ----- | ----- | ----- | ----- |
| 1432  | ↘1411 | ↘1377 | ↘1360 | ↘1354 | ↘1353 | ↘1347 |
| 2018  | 2019  | 2020  | 2021  |       |       |       |
| ↘1326 | ↘1285 | ↘1260 | →1260 |       |       |       |

## Состав сельского поселения
| № | Населённый пункт | Тип населённого пункта       | Население |
| - | ---------------- | ---------------------------- | --------- |
| 1 | Калинино         | село                         | 296       |
| 2 | Новая Полтавка   | село, административный центр | 990       |
| 3 | Песчанка         | село                         | 146       |